# Zwischenlandung in Paris
 Zwischenlandung in Paris ist ein Liebesfilm aus dem Jahre 1955. Der Film basiert auf einem gleichnamigen Roman von Curt Riess. Die Uraufführung erfolgte am 17. März 1955.

## Handlung
Eddie Miller, der New Yorker Pilot einer Maschine der Trans World Airlines, wird immer sehnsüchtig von der Flughafenmitarbeiterin Michèle erwartet. Eines Tages aber wird der Pilot auf die Strecke New York–Tokio versetzt. Er freut sich anfangs darüber, später aber fliegt er eigens als Passagier nach Paris, um seine Michèle wiederzusehen. Er macht ihr dort einen Heiratsantrag.
Sie erzählt es gleich ihrem Onkel. Er aber ist dagegen, weil er denkt, dass sie diesen Piloten nicht gut genug kennt und ihn nur wegen seines Berufes liebt. Eddie möchte seinen Beruf kündigen, um immer bei seiner Michèle sein zu können. Sie aber möchte, dass er Pilot bleibt, weil sie die Ferne liebt und erst später ein ruhiges Leben führen möchte. Es kommt zum Streit, aber es ist keine Zeit, um sich zu versöhnen, weil die Maschine nach New York gleich abfliegen muss. Das Flugzeug wird von einem Drogenhändler entführt. Michèle bekommt es zufällig mit. Die Piloten können den Entführer überwältigen und fliegen daraufhin nach Paris zurück. Dort versöhnen sich die beiden Liebenden wieder.

## Kritiken
„Der Pariser Flughafen Orly dient als Kulisse für eine Liebesromanze zwischen einem Piloten und einer Stewardess. Trotz humoristischen Bemühens und einer aufgesetzten Drogenschmuggelgeschichte weitgehend langweilig und spannungslos; auch menschlich kaum überzeugend.“